# Nationalkomitee für politische Wissenschaften der DDR
Die Akademie der Wissenschaften der DDR vertrat gemäß § 14 Abs. 2 des Statuts der Akademie die Wissenschaften der DDR auf bestimmten Gebieten in nichtstaatlichen internationalen wissenschaftlichen Organisationen. Die Liste der Nationalkomitees bei der Akademie der Wissenschaften der DDR umfasste insgesamt 23 Nationalkomitees im Jahr 1989. Diese nahmen im Auftrag der Akademie die gleichberechtigte Mitgliedschaft der Akademie und ihr zugeordneter Wissenschaftlicher Gesellschaften in diesen Organisationen wahr.

## Entstehungsgeschichte
Das Nationalkomitee für politische Wissenschaften der DDR wurde mit Beschluss des ZK der SED vom 18. Dezember 1974 bei der Akademie der Wissenschaften der DDR gegründet. Seinen Sitz hatte das Nationalkomitee bis zum Ende der DDR am Institut für Theorie des Staates und des Rechts an der Akademie der Wissenschaften der DDR. Mit dem ZK-Beschluss wurde darüber hinaus der zahlenmäßigen Erweiterung der Mitgliedschaft von DDR-Vertretern in der Internationalen Vereinigung für Politische Wissenschaft (IPSA) zugestimmt (Anlage 7 zum Protokoll Nr. 137 vom 18. Dezember 1974). 1975 wurde das Nationalkomitee Kollektivmitglied der IPSA. Artikel I des Statuts des Nationalkomitees lautete: „Das Nationalkomitee für politische Wissenschaften der DDR vertritt die Wissenschaftler und wissenschaftlichen Institutionen der DDR auf dem Gebiete der politischen Wissenschaften“. Das Nationalkomitee entsandte seit 1976 (Edinburgh) zu sämtlichen Weltkongressen und Round Tables der IPSA eine Delegation. Das Nationalkomitee selbst führte u. a. folgende internationale Veranstaltungen durch:
- IPSA-Round Table „Detente: Reasons-Demands-Obstacles“, Weimar 25./26. August 1980 (u. a. mit Cândido Mendes, Karl W. Deutsch, Daniel Frei, Klaus von Beyme und Georgi Schachnasarow)
- IPSA-Round Table „The future of the state“, Ost-Berlin, 20./21. August 1984 (u. a. mit John Trent, Klaus von Beyme, Pierre Birnbaum, Howard Leutner, Fukuji Taguchi)
- IPSA-Tagung und Round Table „New Approaches to Political Thinking in View of Global Issues“, Ost-Berlin 4.–7. April 1987 (u. a. mit Seymour M. Lipset, Gerhard Lehmbruch, Klaus von Beyme, Francesco Kjellberg, Guillermo O’Donnell und Hongkoo Lee).

Neben Karl-Heinz Röder (Vorsitzender) gehörten dem 20-köpfigen Komitee ab 1985 u. a. Robert Knuth, Claus Montag, Wolfgang Mundt, Rolf Reißig, Max Schmidt, Rolf Sieber und Wolfgang Weichelt an.
Karl-Heinz Röder hielt am 17. Juni 1982 anlässlich der Festveranstaltung zum 25. Jahrestag der Gründung des Forschungsarbeitskreises „Probleme des kapitalistischen Weltmarktes“ an der Humboldt-Universität zu Berlin auf Einladung des Prorektors für Gesellschaftswissenschaften Dieter Klein den Hauptvortrag zum Thema „Zur Diskussion über eine neue Weltwirtschaftsordnung im Rahmen der Internationalen Vereinigung für Politische Wissenschaft (IPSA)“.
Nach der Wiedervereinigung identifizierte der Heidelberger Politikwissenschaftler Klaus von Beyme (IPSA-Präsident 1982–85), der zu den weltweit bekanntesten und vielseitigsten Politikwissenschaftlern zählt, den ostberliner Juristen und DDR-Vertreter im Exekutivkomitee der International Political Science Association, Karl-Heinz Röder, als Stasi-Offizier in den höchsten Rängen. Röder war 1985 auf dem Weltkongress der IPSA in Paris in das Exekutivkomitee gewählt worden, die Wiederwahl erfolgte 1988 auf dem IPSA-Weltkongress in Washington, D.C.
Zu den Gründungsmitgliedern des Nationalkomitees gehörte 1974 der Wirtschaftswissenschaftler Herbert Meißner, welcher seit Ende der 1970er Jahre Inoffizieller Mitarbeiter des Ministeriums für Staatssicherheit der DDR war. Nachdem er 1986 bei einem Diebstahl im West-Berliner Kaufhaus Wertheim ertappt worden war, wollte er anschließend in der Bundesrepublik bleiben und bat um Kontakt zum Bundesnachrichtendienst in Pullach bei München, wo er befragt wurde. Die Bundesanwaltschaft stellte zunächst einen Haftbefehl gegen ihn aus, der später wieder aufgehoben wurde. Danach kehrte er über die DDR-Vertretung in Bonn wieder in die DDR zurück. Nach seiner Rückkehr war er für längere Zeit in der psychiatrischen Abteilung des Regierungskrankenhauses Berlin-Buch, zum 31. Dezember 1986 wurde er vom Präsidenten der Akademie der Wissenschaften „entpflichtet“ und für ihn eine eigene Arbeitsgruppe Geschichte der politischen Ökonomie am dortigen Zentralinstitut für Wirtschaftswissenschaften geschaffen. Fortan gehörte Meißner auch dem Nationalkomitee nicht mehr an.
Am 26. September 1990 bat Akademiepräsident Horst Klinkmann den Vorsitzenden des Nationalkomitees, Karl-Heinz Röder, der Internationalen Vereinigung für Politische Wissenschaften (IPSA) die Beendigung der Mitgliedschaft des Nationalkomitees mitzuteilen und diese Mitteilung so zu gestalten, dass sie in einer gemeinsamen Erklärung mit den bundesdeutschen Kollegen erfolge und auch eine Aussage zur künftigen deutschen Mitgliedschaft insgesamt in der IPSA enthalte.
Dem Nationalkomitee und seinen Protagonisten gelang es trotz erheblichem internationalen Engagements auch nicht ansatzweise, ein Lehrfach Politikwissenschaft an den Universitäten und Hochschulen der DDR zu etablieren. Dies führte zu einer eindeutigen Expertise der scientific community nach der politischen Wende: Dieter Segert spricht von einer „plakativen Existenz des Nationalkomitees für Politikwissenschaft“, für Wilhelm Bleek „handelte es sich bei dieser internationalen Repräsentanz einer vorgeblichen Politikwissenschaft in der DDR um eine außenpolitisch motivierte Fassade ohne innere Substanz in Gestalt von Konsequenzen für die Universitäts- und Forschungslandschaft der DDR“. Karl A. Mollnau hält fest, „dass die Gründung des Nationalkomitees aus Gründen der Außenoptik der DDR-Wissenschaftslandschaft erfolgte. Soweit die Existenz dieses Nationalkomitees im Innern bekannt war, galt es als ein Kuriosum, denn in der DDR gab es keinen Wissenschaftszweig Politologie oder politische Wissenschaft“. Das Fazit von Gerhard Lehmbruch lautete: „Das war kein Verband mit individueller Mitgliedschaft, sondern eher eine ‚halbstaatliche Briefkastenfirma‘ zur internationalen Repräsentation“. Selbst der für das Nationalkomitee zuständige SED-ZK-Funktionär Gregor Schirmer hält in seinen Erinnerungen fest: „Ideen, eine selbständige Wissenschaftsdisziplin Politologie zu schaffen, weckten den Verdacht, man wolle die Politik der SED kritisch hinterfragen. Auch ich wollte von einer marxistisch-leninistischen Politologie nichts wissen“. Peer Pasternack betont: „Politikwissenschaft gab es in der DDR nicht, aber - in heterogenen fachlichen Kontexten - politische Analysen“.